# Robert Trowers
Robert Trowers (* 1957 in Brooklyn, New York City) ist ein US-amerikanischer Jazzposaunist, der vorwiegend im Bereich des Bigband- und Mainstream Jazz aktiv ist.

## Leben und Wirken
Trowers hatte zunächst Klavierunterricht, bevor er unter dem Eindruck von Swing-Platten zur Posaune wechselte. Zu seinen frühen Vorbildern gehören Laurence Brown, Tricky Sam Nanton, Tommy Dorsey, Glenn Miller und Jack Teagarden, später dann Bebop-Posaunisten wie J. J. Johnson, Jimmy Cleveland, Curtis Fuller und Frank Rosolino. Während seiner Zeit auf dem College spielte Trowers als professioneller Musiker im Raum New York, u. a. bei Jaki Byards Apollo Stompers und in der Ray Abrams/Hank Doughty Big Band. 1979 tourte er mit Abdullah Ibrahim in Europa; ab den 1980er-Jahren spielte er bei Lionel Hampton, bei Illinois Jacquet und ab 1989 im Count Basie Orchestra (das zu dieser Zeit Frank Foster leitete), außerdem gehörte er dem Lincoln Center Jazz Orchestra unter Leitung von Wynton Marsalis, den Carnegie Hall Jazz Orchestra unter Leitung von Jon Faddis und dem Chico O’Farrill Afro-Cuban Orchestra an. 1994 trat er mit der von Gene Harris, Rob McConnell und Frank Wess geleiteten Concord Jazz All Star Big Band auf dem Fujitsu-Concord Jazz Festival auf. Ferner spielte er mit George Gee, Randy Weston, Susannah McCorkle, Randy Sandke, Chris Murrell, Michel Sardaby, Ken Peplowski und Carlos Garnett. 1993 legte er bei Concord Jazz das Album Synopsis vor, an dem Jesse Davis, Carl Carter (Piano), Marcus McLaurine (Bass) und Lewis Nash mitgewirkt hatten. 1995 folgte Point of View (Concord), mit Richard Wyands, Marcus McLaurine und Gene Jackson als Rhythmusgruppe und Al Grey, Fred Wesley und Slide Hampton als Gastsolisten. Im Bereich des Jazz war er zwischen 1978 und 2012 an 26 Aufnahmesessions beteiligt. Trowers unterrichtet an der North Carolina Central University.